# Bataille de Little Blue River
Guerre de Sécession
Batailles
Expédition de Price au Missouri
- Fort Davidson
- 4e Boonville
- Glasgow
- Lexington
- Little Blue River
- 2e Independence
- Byram's Ford
- Westport
- Marais des Cygnes
- Mine Creek
- Marmiton River
- 2e Newtonia

La bataille de Little Blue River est une bataille mineure de la guerre de Sécession, livrée le 21 octobre 1864, dans le comté de Jackson, Missouri pendant l'expédition du Missouri de Price de cette année-là. C'est l'ouverture de la seconde bataille d'Independence, qui commence ce jour-là et est essentiellement un prolongement de cet engagement. Cela aboutit ensuite à la bataille de Westport le 23 octobre, la défaite de Price et la fin des opérations militaires majeures confédérées dans le Missouri.

## Contexte
À l'automne de 1864, le major général confédéré Sterling Price est envoyé par son supérieur, le lieutenant général Edmund Kirby Smith, pour tenter de prendre le Missouri au profit de la Confédération. Incapable de s'attaquer à son objectif principal, St. Louis, Price décide d'exécuter le plan alternatif de Smith d'un raid vers l'ouest à travers le Missouri et le Kansas et le territoire Indien. Leur but est de détruire ou capturer des approvisionnements de l'Union et des avant-postes, ce qui pourrait nuire aux chances de réélection d'Abraham Lincoln en 1864.
Après sa victoire à la bataille de Glasgow, dans le Missouri, Price continue sa marche vers l'ouest, en direction de Kansas City et le fort Leavenworth, quartiers généraux du département fédéral du Kansas. Mais sa progression est lente, en donnant à l'armée de l'Union une chance de concentrer ses forces. Le major général William S. Rosecrans, commandant le département du Missouri, propose un mouvement de pince pour piéger Price et son armée, mais il est incapable de communiquer avec le major général Samuel R. Curtis, commandant du département du Kansas, pour formaliser le plan. Curtis éprouve des difficultés parce que beaucoup de ses soldats sont de la milice du Kansas (sous les ordres du George Dietzler), et ils refusent d'entrer dans le Missouri. Cependant, une force d'environ 2000 hommes sous le commandement du major général James G. Blunt se met en route vers Lexington. Il rencontre les troupes confédérées le 19 octobre, et ralentit leur progression, mais est finalement forcé de se retirer. Le 20, la colonne en retraite de Blunt arrive sur la rivière Little Blue, un cours d'eau mineur à cinq miles à l'est d'Independence.

## Bataille

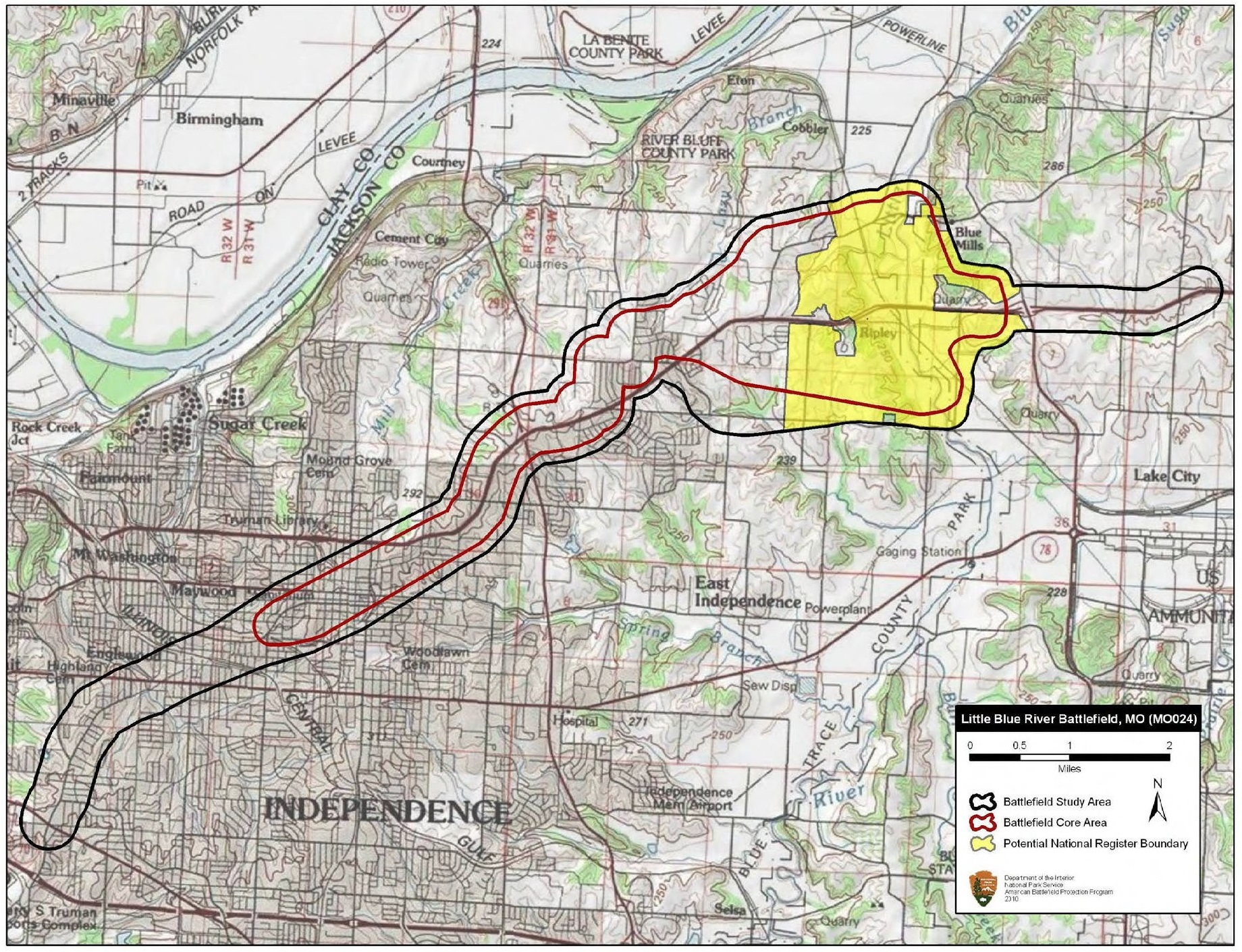
Carte du champ de bataille de Little Blue River et les zones d'étude par le programme de protection des champs de bataille américains.

La force de l'Union tourne à la Little Blue pour engager de nouveau les confédérés, à l'aide de solides positions défensives sur la rive ouest. Curtis, toutefois, ordonne à Blunt de retourner à Independence, ne laissant qu'une force symbolique, sous les ordres du colonel Thomas Moonlight, sur la rivière elle-même. Le jour suivant, cependant, Curtis ordonne à Blunt de prendre l'ensemble de ses volontaires pour retourner à la Little Blue.
Alors que Blunt approche de la rivière, il découvre que la petite force de Moonlight a engagé l'avant-garde de Price juste après le lever du jour, brûlant le pont comme il en avait reçu l'ordre précédemment. La force principale de Price arrive à ce moment et engage férocement la brigade de Moonlight, qui garde avec obstination tous les gués de la région. Blunt entre rapidement dans la mêlée, en essayant de repousser Price au-delà des positions défensives qu'il souhaite occuper de nouveau. Cinq heures de bataille s'ensuit, alors que les troupes de l'Union forcent les confédérés à reculer au premier abord, se retranchant derrière plusieurs murs de pierre en attendant l'inévitable contre-attaque sudiste. Bien que des témoins rapportent que les fédéraux en infériorité numérique sans espoir contraignent l'ennemi à se battre pour chaque pouce de terrain, la supériorité numérique des confédérés fait lentement son office. Peu à peu, les nordistes sont forcés de battre en retraite, et au cœur de la bataille se déplace dans Independence elle-même.

## Conséquences
Bien que les unités d'e l'arrière-garde de l'Union tentent tout au long de l'après-midi du 21 de retarder la progression de Price à travers les rues et les ruelles d'Independence (seconde bataille d'Independence), elles échouent finalement et sont forcées de battre en retraite vers la rivière Big Blue à l'ouest de la ville. Le lendemain, les forces de l'Union attaquent les confédérés dans Independence et dans un premier temps les mettent en déroute, seulement pour être contraint de retraiter plus tard dans la journée par des unités du brigadier général John S. Marmaduke.
Bien que Price puisse revendiquer des victoires à Little Blue et à Independence, les deux se révèlent finalement dérisoires. Une fois de plus, son armée a été ralentie, et en plus les renforts de l'Union arrivent. Le 23 octobre, les forces complètes de l'Union et confédérés entrent en collision à la bataille de Westport, souvent appelée « le Gettysburg du Missouri », aboutissant à une défaite finale et décisive pour Price et à la fin de sa campagne — et de toutes les opérations majeures confédérées — dans l'état.